# Moralzarzal
Moralzarzal é um município da Espanha na província e comunidade autónoma de Madrid, de área 42,6 km² com população de 11005 habitantes (2007) e densidade populacional de 210,79 hab/km².

## Demografia
| Variação demográfica do município entre 1991 e 2004 | Variação demográfica do município entre 1991 e 2004 | Variação demográfica do município entre 1991 e 2004 | Variação demográfica do município entre 1991 e 2004 |
| --------------------------------------------------- | --------------------------------------------------- | --------------------------------------------------- | --------------------------------------------------- |
| 1991                                                | 1996                                                | 2001                                                | 2004                                                |
| 2208                                                | 3672                                                | 6739                                                | 9003                                                |